# I Liceum Ogólnokształcące im. Waleriana Łukasińskiego w Dąbrowie Górniczej
I Liceum Ogólnokształcące im. Waleriana Łukasińskiego w Dąbrowie Górniczej – szkoła ponadpodstawowa mieszcząca się przy ulicy Mikołaja Kopernika 40 w Dąbrowie Górniczej.

## Historia
Szkoła ma ponad stuletnią historię. W 1900 roku powstała pierwsza w Dąbrowie Górniczej szkoła średnia. W ciągu następnych lat szkoła podlegała przemianom, zmieniała się także nazwa, kolejne siedziby i jej patroni. Zarządzeniem Ministra Wyznań Religijnych i Oświecenia Publicznego z 1937 zostało utworzone „Państwowe Liceum i Gimnazjum im. Waleriana Łukasińskiego w Dąbrowie Górniczej” (państwowa szkoła średnią ogólnokształcąca, złożoną z czteroletniego gimnazjum i dwuletniego liceum), po wejściu w życie tzw. reformy jędrzejewiczowskiej szkoła miała charakter męski, a wydział liceum ogólnokształcącego był prowadzony w typie matematycznym. Pod koniec lat 30. szkoła funkcjonowała pod adresem ulicy Waleriana Łukasińskiego 36. W 1948 szkoła żeńska otrzymała nową siedzibę przy ulicy Królowej Jadwigi, gdzie również przeprowadzono Gimnazjum Męskie im. Waleriana Łukasińskiego. W 1951 obie szkoły połączono w jedną szkołę o nazwie Liceum Koedukacyjne im. Waleriana Łukasińskiego.
W 1955 przeniesiono szkołę do nowego budynku przy ulicy Konopnickiej 56 a następnie do budynku przy ulicy Kopernika 40 pod którym to adresem znajduje się do dziś. Równocześnie ustalono nazwę szkoły na I Liceum Ogólnokształcące im. Aleksandra Zawadzkiego. Od 19 października 1996 roku szkole patronuje ponownie Walerian Łukasiński.

## Dyrektorzy

### Dyrektorzy Gimnazjum Żeńskiego
- Emilia Zawidzka – 1900–1927 (z przerwą 1909–1915)
- Antonii Sujkowski – 1909–1915
- Leokadia Młodzianowska-Dzikowska – 1927–1935
- Maria Reichan – 1935–1936
- Maria Jaroszowa – 1936–1938
- Ludmiła Danielewiczowa – 1938–1939
- Maria Szulc – 1945–1950

### Dyrektorzy Gimnazjum Męskiego
- brak danych – 1918–1921
- Stanisław Wrzosek – 1921–1928 (kier. dyr. od 1924)[2]
- Waldemar Zilinger – 1928–1933
- Stefan Wasilewski – 1933–1939
- Antoni Pilarz – 1945–1945
- Stefan Wasilewski – 1945–1946
- Stanisław Krzanowski – 1946–1951

### Dyrektorzy Liceum Koedukacyjnego
- Stanisław Krzanowski – 1951–1958
- Maria Saternus – 1958–1973
- Jan Kyzioł – 1973–1983
- Krzysztof Mendewski – 1983–1991
- Zofia Żurek – 1991–2006
- Beata Bończak – 2006–nadal

## Absolwenci
- Marcin Bazylak
- Tomasz Kania
- Tomasz Kowalski
- Damian „Bas Tajpan” Krępa
- Tadeusz Makarczyński
- Dawid Podsiadło
- Alfred Przybylski
- Jerzy Talkowski